# Sebastian Brant
Sebastian Najar o Brand (Estrasburgo, 1457 o 1458-10 de mayo de 1521) fue un humanista alsaciano y escritor de obras satíricas. 
Brant estudió en Basilea, donde hizo un doctorado canónico y civil en 1489. Fue profesor de derecho y poesía. En Basilea editó antiguas obras de derecho, obras poéticas de Virgilio, las obras completas de Petrarca y tratados de los Padres de la Iglesia. En 1500, cuando Basilea se unió a la Confederación Suiza (1499), regresó a Estrasburgo, allí, en 1503 fue nombrado secretario municipal. Maximiliano I lo designó como consejero imperial y conde palatino.
En 1485, se casó con Elisabeth Bürgis, con la que tuvo siete hijos. En 1494, crea un nuevo género literario, el género bufo, al publicar su obra maestra Das Narrenschiff (La nave de los necios),crítica de la debilidad y locura de sus contemporáneos. Su éxito fue inmediato hasta el punto que se tradujo a numerosas lenguas.

## Obra principal
Inspirado en el ciclo de los Argonautas, que cobró vida entre los grandes temas de la mitología en los albores del Renacimiento, escrito en forma de pareados, cuenta en 112 cuadros, las peripecias de algunos poco inteligentes personajes que se apuntan para, en un viaje en barco ir a conocer la tierra de los locos y descubrir al "Santo Grobian", patrón de las personas tontas. Michel Foucault, en el primer volumen de su libro Historia de la locura en la época clásica, dedica el primer capítulo al estudio de las "Stultifera Navis" (barco de los tontos) y escribe que a menudo, las ciudades europeas debieron ver llegar estas naves de locos.

## Obras
(Parcial)
- Das Narrenschiff. Según la primera edición (Basilea 1494); edición ampliada, 2004, ISBN 3-484-17105-7.
- Pequeños textos, editados por Thomas Wilhelmi. 3 tomos. Stuttgart-Bad Cannstatt 1998, ISBN 3-7728-1898-6.
- Sebastian Brant: Tugent Spyl. Según la edición del maestro Johann Winckel von Straßburg (1554). Editado por Hans-Gert Roloff. de Gruyter, Berlín 1968.
- Silke Umbach: Sebastian Brants Tischzucht (Thesmophagia 1490): Edición e índice. Alemán/latín. Harrassowitz, Wiesbaden 1995, ISBN 3-447-03750-4.
- Folletos de Sebastian Brant. Editor: v. Paul Heitz. Heitz, Estrasburgo 1915.
- Francesco Petrarca: Opera Latina. Editada por Sebastian Brant. Johannes Amerbach, Basel 1496. doi:10.3931/e-rara-21481.
- Annotationes siue reportationes Margaritarum omnium decretalium secundum alphabeti ordinem. Sebastian Brant - Pub. orig.: Jehan petit, (1520?), París[4]

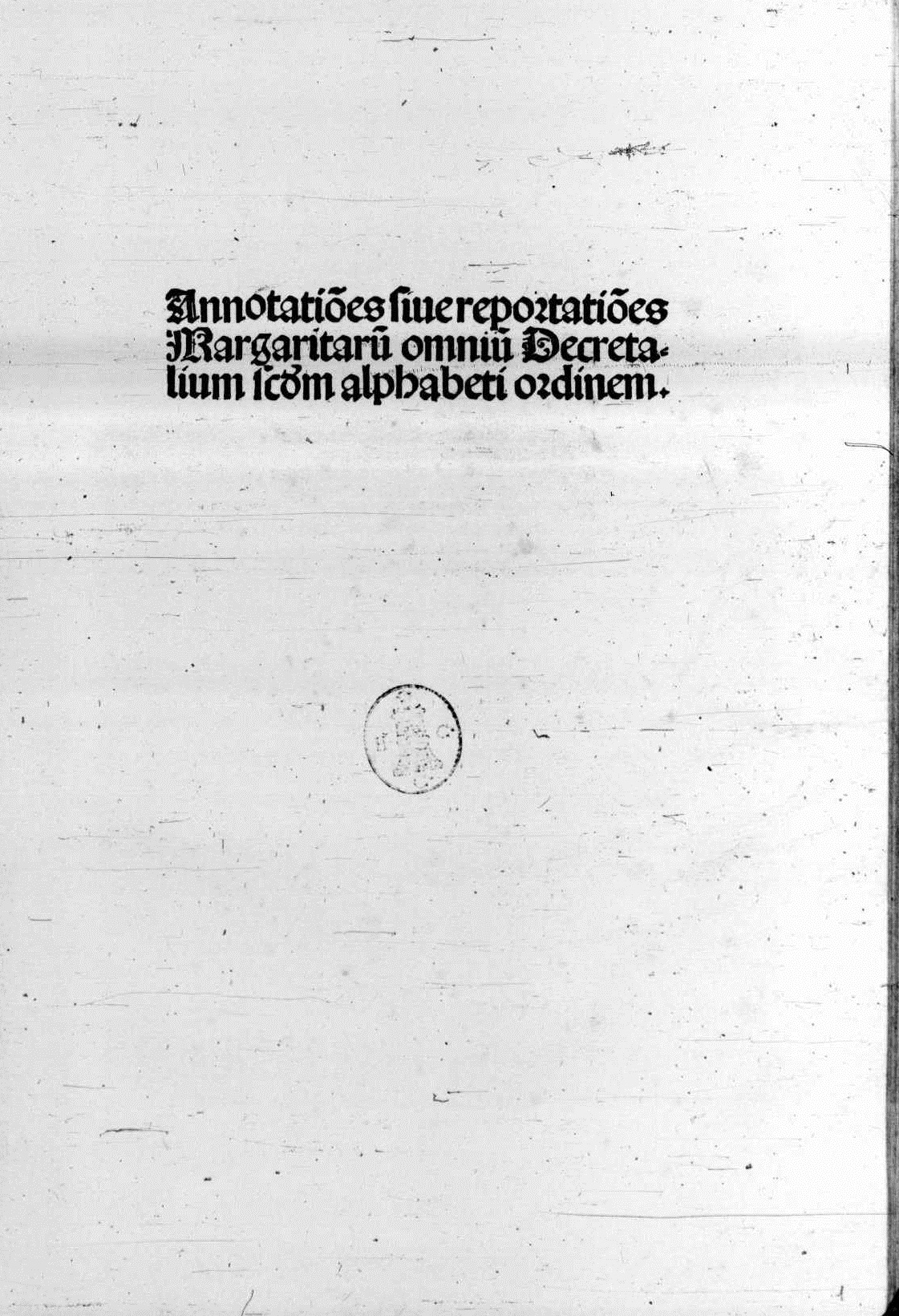
Margarita Decretalium, 1496.